# Flyver-es
Flyver-es eller jager-es er en militær pilot, som er krediteret nedskydning af flere fjendtlige fly under luftkamp. 
Begrebet opstod under første verdenskrig, hvor den tyske pilot Manfred von Richthofen (Den Røde Baron) nedskød 80 fjendtlige fly.
Den pilot, som er krediteret for flest nedskydninger, er den tyske jagerpilot Eric Hartmann, som under anden verdenskrig nedskød 352 fjendtlige fly.
Det antal luftsejre, som kvalificerer til benævnelsen ”es”, varierer, men sædvanligvis skal antallet være mindst fem nedskydninger.

## Danske flyver-esser

### Anden verdenskrig
- Kaj Birksted – deltog på allieret side, 10 bekræftede og 10 ubekræftede nedskydninger.
- Peter Horn – deltog på tysk side, 10 nedskydninger.
- Poul Sommer – deltog på tysk side, fem nedskydninger, leder af Sommerkorpset.

## Engelske flyver-esser

### Anden verdenskrig
- Douglas Bader − oberst i RAF, 20 nedskydninger.

## Tyske flyver-esser

### Første verdenskrig
- Hermann Göring (1893-1946) − 20 nedskydninger.
- Manfred von Richthofen (1892-1918) − Den Røde Baron − 80 nedskydninger.
- Lothar von Richthofen (1894-1922) − 40 nedskydninger.

### Anden verdenskrig
- Josef Priller (1915-1961) − oberstløjtnant i Luftwaffe, 101 nedskydninger.